# Wheeling (Illinois)
Wheeling è un comune degli Stati Uniti d'America, situato nell'Illinois, nella contea di Cook e in parte nella contea di Lake.